# Faouzi Benzarti
Pour les articles homonymes, voir Benzarti.
Faouzi Benzarti (arabe : فوزي البنزرتي), né le 3 janvier 1950 à Monastir, est un ancien footballeur tunisien devenu entraîneur.
Il a entraîné plus de quatorze clubs et deux équipes nationales en plus de quarante ans, de 1977 à 2018. Avec le Raja CA, il atteint la finale de la Coupe du monde des clubs de la FIFA en 2013.

## Biographie

### Carrière sportive
Il a passé toute sa carrière de footballeur à l'Union sportive monastirienne avant d'opter pour la carrière d'entraîneur. Lauréat du stage de formation organisé en 1977, il entame sa carrière au Club olympique de Sidi Bouzid avant de revenir à l'Union sportive monastirienne, qu'il entraîne en 1979-1980, lui permettant de revenir en Ligue I. Il dirige par la suite les principales équipes du pays : Étoile sportive du Sahel, Club africain, Espérance sportive de Tunis, Club sportif sfaxien, Stade tunisien. Il a également entrainé aux Émirats arabes unis.
Après avoir entraîné le club de l'Étoile sportive du Sahel en 2006, il prend en charge l'équipe de l'Espérance sportive de Tunis en juin 2007 mais quitte très vite le club avant même le début du championnat et devient sélectionneur de l'équipe nationale libyenne pour finalement revenir à l'Espérance de Tunis en 2009. À la suite de l'échec de l'équipe nationale, sous la direction d'Humberto Coelho, à se qualifier pour la phase finale de la coupe du monde 2010, ce dernier est destitué de ses fonctions le 18 novembre 2009 et remplacé par Benzarti, qui garde ses fonctions à l'EST jusqu'en novembre 2010, lorsque son adjoint Maher Kanzari le remplace. Il reprend les rênes de l'équipe du Club africain le 15 mai 2011 avec un contrat courant jusqu'en 2013. En mars 2012, il quitte toutefois le club et revient à l'Étoile sportive du Sahel.

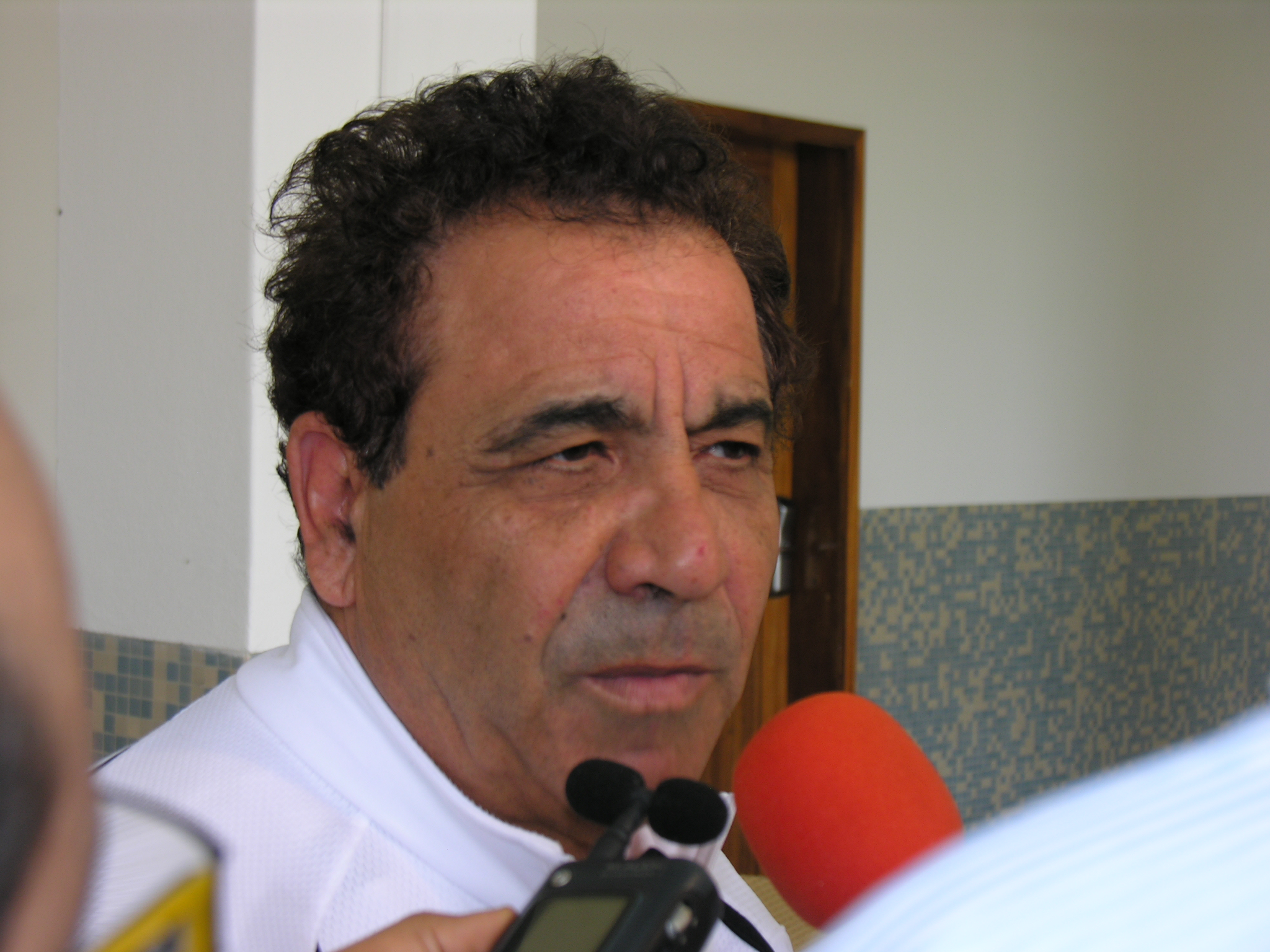
Benzarti accordant une interview (2010).

En décembre 2013, Benzarti rejoint le champion du Maroc, le Raja Club Athletic, une semaine avant le début de la coupe du monde des clubs 2013. En battant les champions de plusieurs continents comme l'Atletico Mineiro de Ronaldinho (3-1), le FC Monterrey (2-1) et l'Aukland City FC (2-1), il parvient à atteindre la finale de la compétition qu'il perd contre le Bayern Munich sur le score de 2-0. Il est décoré ensuite par le roi du Maroc Mohammed VI avec l'ensemble de l'équipe.
En championnat, Benzarti donne au Raja un style de jeu plus intense que son prédécesseur M'hamed Fakhir. Benzarti ajoute sa touche personnelle en imposant un jeu offensif avec des formations 4-3-3 ou 4-2-2, qui consiste parfois en l'utilisation de deux attaquants de pointe. Résultat de ce travail, l'équipe réussit à battre son rival, le Wydad, lors du derby de Casablanca (2-0) puis réussit à vaincre lors de l'avant-dernière journée le Moghreb de Tétouan, leader du championnat (5-0), mais l'équipe s'incline lors de l'ultime journée contre l'Olympique de Safi, et termine le championnat à un point du champion. En fin de saison, Benzarti quitte le club pour des raisons financières.
En 2016, il est sacré champion de Tunisie avec l'Étoile sportive du Sahel. Cependant, une suspension lui est infligée à la suite d'un accrochage violent avec le médecin de l'Espérance sportive de Tunis lors des quarts de finale de la coupe de Tunisie, conduisant à son départ à la fin de l'année et à son retour à l'Espérance de Tunis.
En décembre 2017, il décide de quitter son poste d'entraîneur de l'équipe première de l'Espérance sportive de Tunis bien qu'il ait été sacré champion d'hiver avant de rejoindre le Wydad AC qui souffrent techniquement après avoir remporté la Ligue des champions de la CAF 2017. Le 24 février 2018, il remporte la 26e édition de la Supercoupe d'Afrique avec le Wydad AC.
En juillet 2018, il est nommé sélectionneur de l'équipe nationale tunisienne. Il quitte donc ses fonctions au sein du Wyad Casablanca. Il remplace Nabil Maâloul et c'est la troisième fois qu'il occupe ce poste dans sa carrière,. Toutefois, il est démis de ses fonctions en octobre après trois victoires et une qualification pour la CAN 2019. En novembre, il signe un nouveau contrat pour une saison et demie avec le Wydad Casablanca. En juin 2019, il est sacré champion du Maroc. Le 5 juillet de la même année, il remplace Roger Lemerre à la tête du banc de l'Étoile sportive du Sahel. Il quitte son poste quelques mois après. En octobre de la même année, il est nommé à la tête de la sélection nationale libyenne de football pour six mois renouvelables,. En août 2020, il arrive au Club sportif sfaxien pour un contrat d'an et demi. Quelques mois après, il signe à nouveau avec le Wydad AC.
Le 7 juillet 2022, le président du Raja CA Aziz El Badraoui annonce le retour de Faouzi Benzarti après son passage au club en 2013-2014. Le 21 septembre, il quitte le club pour des raisons personnelles après un faux départ en championnat. Le 12 mai 2024, il devient entraîneur du Club africain,.

### Style de jeu
Il prône un style de jeu offensif, une possession de balle importante et un pressing haut. Certains observateurs soulignent cependant qu'il est particulièrement influencé par un style de jeu réaliste, à la fois dans ses méthodes de jeu et de management. Il est l'entraîneur le plus titré de la Tunisie,.

### Autres activités
Il mène une liste indépendante, baptisée « Audace et ambition », pour l'élection de l'assemblée constituante tenue le 23 octobre 2011.

### Distinctions
- Commandeur de l'Ordre national du Mérite (Tunisie, 2004)[31] ;
- Officier de l'Ordre du Mérite civil (Maroc, 2013)[32] ;
- Neuvième meilleur entraîneur africain de tous les temps (2017)[33].

### Vie privée
Il est le frère de l'entraîneur Lotfi Benzarti.

## Palmarès
Espérance sportive de Tunis (11) :
- Championnat de Tunisie : 1994, 2003, 2009, 2010 et 2017
- Supercoupe de Tunisie : 1994
- Ligue des champions de la CAF :
  - Vainqueur : 1994
  - Finaliste : 2010
- Supercoupe d'Afrique : 1995
- Championnat arabe des clubs : 1993, 2009 et 2017

 Étoile sportive du Sahel (8) :
- Championnat de Tunisie : 1987, 2007, 2016 et 2023
- Supercoupe de Tunisie : 1987
- Coupe de la confédération : 2006 et 2015
- Coupe de Tunisie : 2015

 Wydad AC (3) :
- Supercoupe de la CAF : 2018
- Championnat du Maroc : 2019 et 2021
- Ligue des champions de la CAF :
  - Finaliste : 2019

 Club africain (1) :
- Championnat de Tunisie : 1990
- Coupe de la confédération :
  - Finaliste : 2011

 Raja Club Athletic (0) :
- Coupe du monde des clubs
  - Finaliste : 2013[34]
- Championnat du Maroc
  - Vice-champion : 2014

 US Monastir (0) :
- Championnat de Tunisie
  - Vice-champion : 2022, 2025

## Équipes entraînées (depuis 1977)

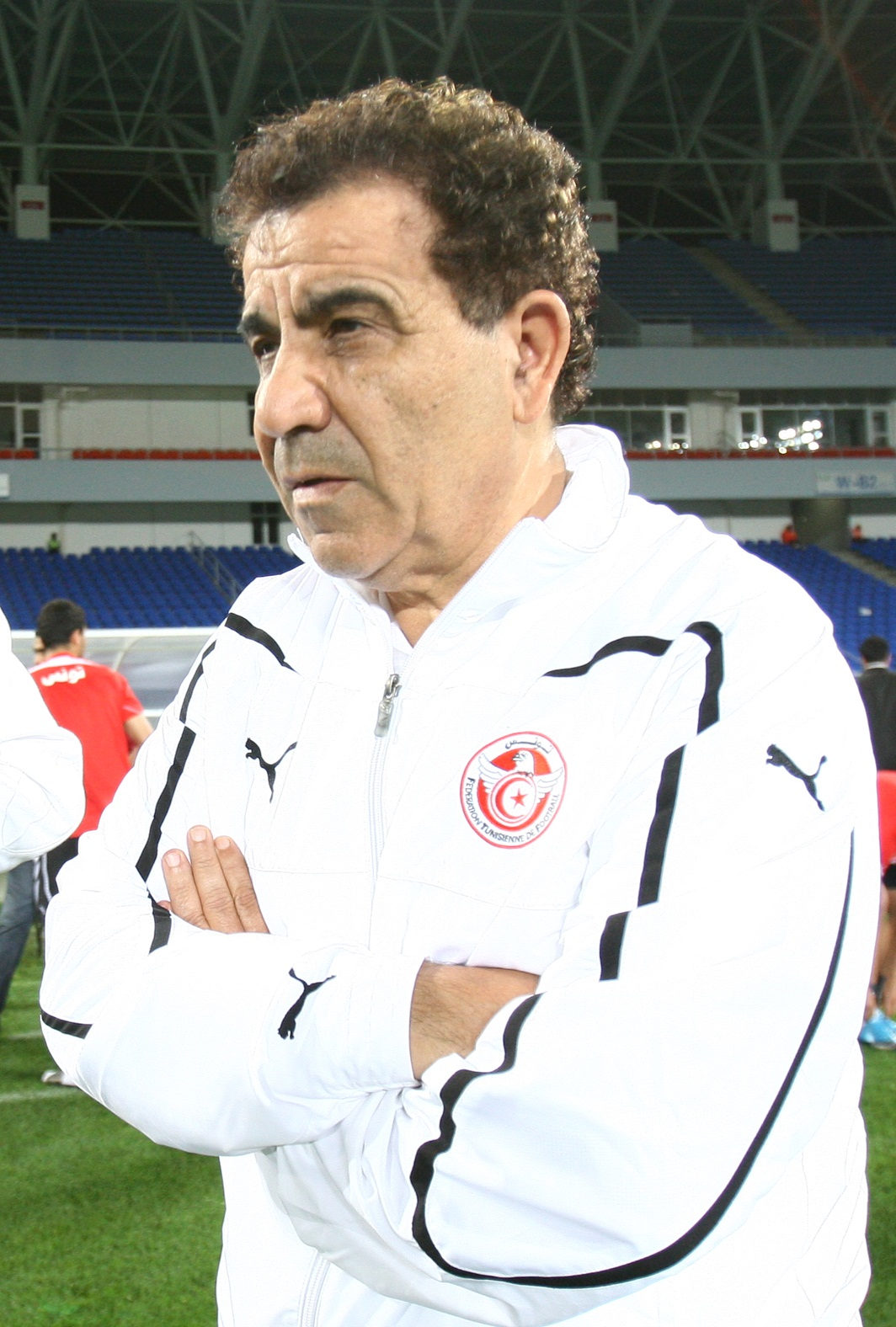
Faouzi Benzarti en 2010.

| Saison                      | Club                                         | Pays                |
| --------------------------- | -------------------------------------------- | ------------------- |
| 1977-1979                   | Club olympique de Sidi Bouzid                | Tunisie             |
| 1979-1980                   | Union sportive monastirienne                 | Tunisie             |
| 1980-1981                   | Union sportive monastirienne                 | Tunisie             |
| 1981-1982                   | Union sportive monastirienne                 | Tunisie             |
| 1982-1983                   | El Makarem de Mahdia                         | Tunisie             |
| 1983-1984                   | El Makarem de Mahdia puis Sfax railway sport | Tunisie             |
| 1984-1985                   | Sfax railway sport                           | Tunisie             |
| 1986-1987                   | Étoile sportive du Sahel                     | Tunisie             |
| 1987-1988                   | Étoile sportive du Sahel                     | Tunisie             |
| 1988-1989                   | Sfax railway sport                           | Tunisie             |
| 1989-1991                   | Club africain                                | Tunisie             |
| 1991                        | Étoile sportive du Sahel                     | Tunisie             |
| 1991-1992                   | Étoile sportive du Sahel                     | Tunisie             |
| 1992-1993                   | Union sportive monastirienne                 | Tunisie             |
| 1993-1994                   | Espérance sportive de Tunis                  | Tunisie             |
| 1995-1996                   | Club sportif sfaxien                         | Tunisie             |
| 1998-1999                   | Al Sha'ab Sharjah                            | Émirats arabes unis |
| 1999-2000                   | Club africain                                | Tunisie             |
| 2002-2003                   | Stade tunisien                               | Tunisie             |
| 2003                        | Espérance sportive de Tunis                  | Tunisie             |
| 2005-2006                   | Union sportive monastirienne                 | Tunisie             |
| avril 2006-mai 2007         | Étoile sportive du Sahel                     | Tunisie             |
| juillet 2007                | Espérance sportive de Tunis                  | Tunisie             |
| août 2007-mars 2009         | Libye                                        | Libye               |
| mars 2009-novembre 2010     | Espérance sportive de Tunis                  | Tunisie             |
| novembre 2009-juin 2010     | Tunisie                                      | Tunisie             |
| mai-décembre 2011           | Club africain                                | Tunisie             |
| mars-juin 2012              | Étoile sportive du Sahel                     | Tunisie             |
| juin-novembre 2012          | Sharjah SC                                   | Émirats arabes unis |
| avril-mai 2013              | Club africain                                | Tunisie             |
| novembre-décembre 2013      | Union sportive monastirienne                 | Tunisie             |
| décembre 2013-mai 2014      | Raja CA                                      | Maroc               |
| août 2014-décembre 2016     | Étoile sportive du Sahel                     | Tunisie             |
| janvier-décembre 2017       | Espérance sportive de Tunis                  | Tunisie             |
| janvier-juillet 2018        | Wydad AC                                     | Maroc               |
| juillet-octobre 2018        | Tunisie                                      | Tunisie             |
| novembre 2018-juillet 2019  | Wydad AC                                     | Maroc               |
| juillet-septembre 2019      | Étoile sportive du Sahel                     | Tunisie             |
| octobre 2019-avril 2020     | Libye                                        | Libye               |
| août-novembre 2020          | Club sportif sfaxien                         | Tunisie             |
| novembre 2020-août 2021     | Wydad AC                                     | Maroc               |
| octobre 2021-juin 2022      | Union sportive monastirienne                 | Tunisie             |
| juillet 2022                | Al Ahly Benghazi SC                          | Libye               |
| juillet-septembre 2022      | Raja CA                                      | Maroc               |
| septembre 2022-février 2023 | MC Alger                                     | Algérie             |
| février-juin 2023           | Étoile sportive du Sahel                     | Tunisie             |
| décembre 2023-mars 2024     | Wydad AC                                     | Maroc               |
| mai-juin 2024               | Club africain                                | Tunisie             |
| juin-octobre 2024           | Tunisie                                      | Tunisie             |
| février-juillet 2025        | Union sportive monastirienne                 | Tunisie             |
| depuis juillet 2025         | Club africain                                | Tunisie             |